# Ore City
Ore City – miasto w Stanach Zjednoczonych, w stanie Teksas, w hrabstwie Upshur.